# مزار پیر یاهو
مزار پیر یاهو مربوط به اوایل دوره قاجار است و در شهرستان تربت حیدریه، ۷۰ کیلومتری شمال غرب تربت حیدریه، ارتفاعات شرق کدکن واقع شده و این اثر در تاریخ ۱۶ اسفند ۱۳۸۴ با شمارهٔ ثبت ۱۴۳۲۵ به‌عنوان یکی از آثار ملی ایران به ثبت رسیده‌است.